# Ayaka Umeda
Ayaka Umeda (梅田彩佳, Umeda Ayaka, née le 3 janvier 1989 à Fukuoka, au Japon) est une chanteuse et idole japonaise, membre du groupe de J-pop AKB48 (team K). Elle est sélectionnée en 2006.

## Carrière

### Scénographie

#### Comédie musicale
- 2014 : In the Heights : Nina Rosario
- 2015 : The Wiz : Dorothy Gale
- 2019 - 2021 : Endless SHOCK : Rika
- 2020 : EDGES the musical : Red Team
- 2022 : Galaxy Express 999 THE MUSICAL : Claire
- 2023 : Sister Act : la Sœur Mary Robert
- 2024 : Tick, Tick... Boom! : Susan
- 2025 : Beastars : Haru